# Pleiocarpa brevistyla
Pleiocarpa brevistyla là một loài thực vật có hoa trong họ La bố ma. Loài này được Omino miêu tả khoa học đầu tiên năm 1996.